# Новий Ясінець
Новий Ясінець (пол. Nowy Jasiniec, нім. Neu Jasnitz) — село в Польщі, у гміні Короново Бидґозького повіту Куявсько-Поморського воєводства.
Населення — 198 осіб (2011).

## Демографія
Демографічна структура станом на 31 березня 2011 року:
|          | Загалом | Допрацездатний вік | Працездатний вік | Постпрацездатний вік |
| -------- | ------- | ------------------ | ---------------- | -------------------- |
| Чоловіки | 101     | 16                 | 71               | 14                   |
| Жінки    | 97      | 14                 | 58               | 25                   |
| Разом    | 198     | 30                 | 129              | 39                   |